# Margus Hanson

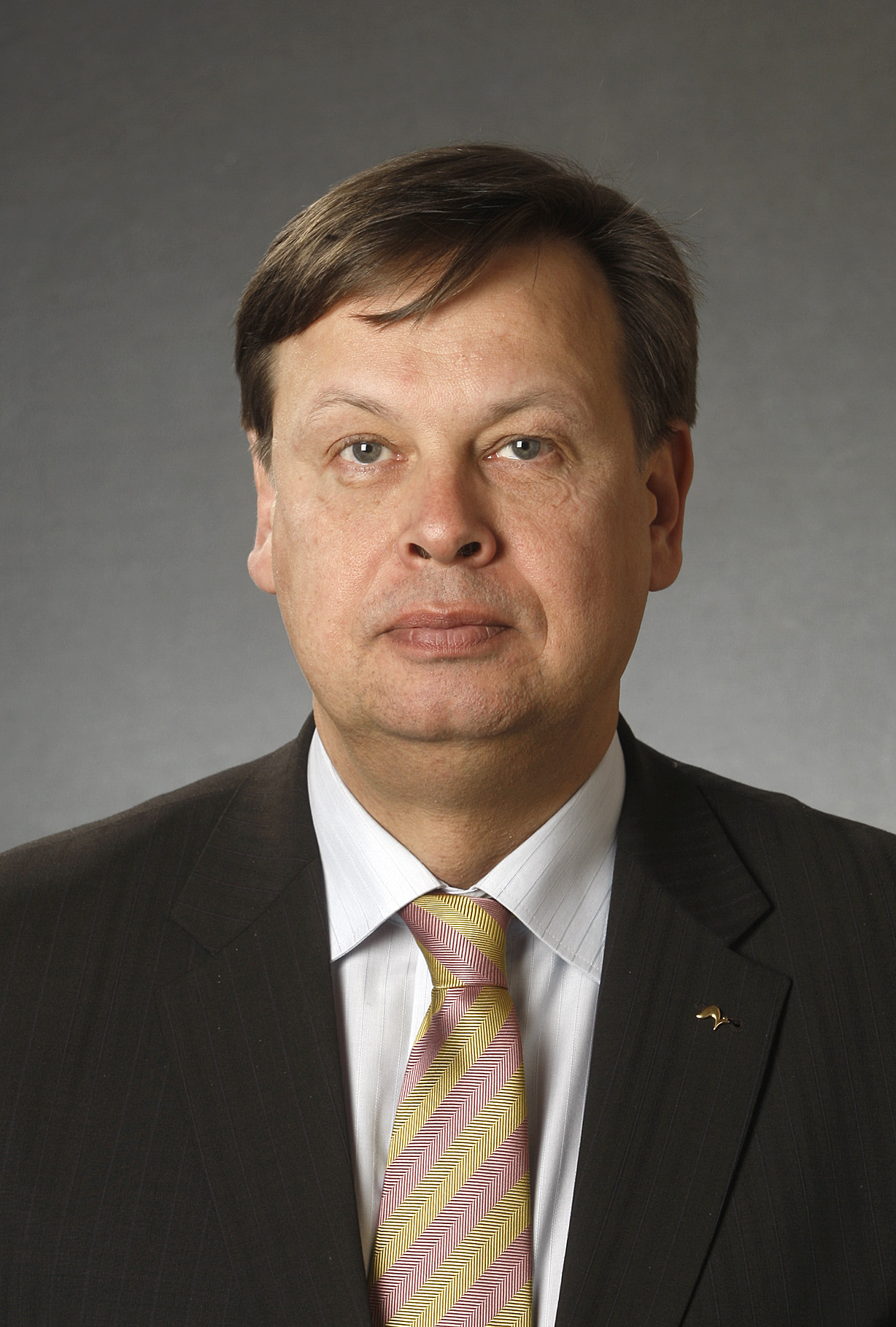
Margus Hanson

Margus Hanson (* 6. Januar 1958 in Tartu) ist ein estnischer Politiker.

## Frühe Jahre
Margus Hanson schloss 1979 die Schule in seiner Heimatstadt Tartu im Süden Estlands ab. Bis 1981 studierte er Finanzwesen an der Staatlichen Universität Tartu. Er war anschließend als Wissenschaftlicher Mitarbeiter an der Staatlichen Universität Tartu beschäftigt. Von 1987 bis 1990 absolvierte er ein post-graduales Studium. 1992 erhielt er in Leningrad den Titel eines Kandidaten der Wirtschaftswissenschaften. Von 1992 bis 1994 war Hanson Juniorprofessor am Lehrstuhl für Öffentliches Finanzwesen der Universität Tartu.

## Politik
Von 1995 bis 1997 hatte Hanson führende Positionen bei estnischen Geschäftsbanken inne. Ab 1996 erhört er dem Stadtrat von Tartu an. 1997 trat er der liberalen Reformpartei bei, die vom Präsidenten der estnischen Zentralbank (Eesti Pank), Siim Kallas, gegründet worden war. Von 1997 bis 2003 war Hanson stellvertretender Bürgermeister von Tartu.
Ab 2003 war Hanson Abgeordneter des estnischen Parlaments (Riigikogu). Vom 10. April 2003 bis zum 22. November 2004 war Margus Hanson Verteidigungsminister der Republik Estland in der Koalitionsregierung von Ministerpräsident Juhan Parts. Nach dem Diebstahl von Verschlusssachen aus seinem Privathaus in Tartu trat er von seinem Amt zurück. Die Diebe konnten nie identifiziert werden. Hanson kehrte zunächst als Abgeordneter ins Parlament zurück. Ende 2006 verlor er sein Abgeordnetenmandat, als das Gerichtsurteil gegen ihn wegen Verletzung von Geheimhaltungspflichten vom Estnischen Staatsgerichtshof (Riigikohus) bestätigt wurde.

## Privatleben
Margus Hanson ist verheiratet. Er hat zwei Söhne und eine Tochter.